# Дворец (Полтавская область)
Дворец (укр. Двірець; до 2025 года — Радченково) — село,
Черевковский сельский совет,
Миргородский район,
Полтавская область,
Украина.
Код КОАТУУ — 5323288605. Население по переписи 2001 года составляло 27 человек.

## Географическое положение
Село Радченково находится на левом берегу реки Хорол,
выше по течению на расстоянии в 1 км расположено село Черевки,
ниже по течению на расстоянии в 1 км расположено село Бакумовка.
На расстоянии в 0,5 км расположено село Новоселица.
Река в этом месте извилистая, образует лиманы, старицы и заболоченные озёра.